# Adriana Maliponte
Adriana Maliponte (née à Brescia, le 26 décembre 1938) est une soprano italienne.

## Biographie
Née Adriana Macciaioli, elle vient avec sa famille s'installer en France à l'âge de 14 ans et étudie le chant au Conservatoire de Mulhouse puis à Côme avec Carmen Melis. Elle fait ses débuts au Teatro Nuovo de Milan en 1958. En 1960, elle remporte le Concours international de Genève. Elle est alors invitée à l'Opéra de Rome, le Liceu de Barcelone, le Teatro Nacional de Sao Carlos de Lisbonne, le Palais Garnier, où elle crée le rôle de Sardula dans Le dernier sauvage de Gian Carlo Menotti en 1963, l'Opéra-Comique, La Monnaie de Bruxelles, le Covent Garden de Londres, puis débute à La Scala de Milan en 1970 dans le rôle de Manon.
En 1971, elle commence une longue et brillante carrière au Metropolitan Opera de New York dans le rôle de Mimi, elle y connaitra un succès tout particulier dans le rôle-titre de Luisa Miller, Amelia dans Simon Boccanegra, ainsi que Micaela dans Carmen, aux côtés de Marilyn Horne et sous la direction de Leonard Bernstein.

## Source
- Metropolitan Opera Encyclopedia, David Hamilton, Simon & Schuster, 1987.